# Barbara Armbrust
Barbara Armbrust est une rameuse canadienne née le 13 août 1963 à Saint Catharines. 

## Biographie
En quatre avec barreur, elle est vice-championne olympique en 1984 à Los Angeles (avec Jane Tregunno, Marilyn Brain, Angela Schneider et la barreuse Lesley Thompson-Willie).

## Palmarès

### Jeux olympiques
- Jeux olympiques d'été de 1984 à Los Angeles,  États-Unis
  -  Médaille d'argent en quatre avec barreur

### Championnats du monde
- Championnats du monde d'aviron 1985 à Willebroek,  Belgique
  -  Médaille de bronze en quatre avec barreur